# Geghanist (Ararat)
Pour l’article homonyme, voir Geghanist (Shirak).
Geghanist (en arménien Գեղանիստ ; jusqu'en 1948 Kolkat) est une communauté rurale du marz d'Ararat en Arménie. En 2008, elle compte 2 304 habitants.